# サン＝ジュリアン＝ベイシュヴェル
サン＝ジュリアン＝ベシュヴェル (Saint-Julien-Beychevelle)は、フランス南西部ヌーヴェル＝アキテーヌ地域圏ジロンド県のコミューン。

## 地理
ジロンド川の左岸にあり、ポーイヤックとマルゴーにはさまれている。

## 姉妹都市
- ガイオーレ・イン・キアンティ、イタリア